# Sârbi (Hunedoara)
Sârbi oder Sîrbi (veraltet Sărbu-Valea Lungă; deutsch Raitzen, ungarisch Szirb oder Tótfalu) ist ein Dorf im Kreis Hunedoara in der Region Siebenbürgen in Rumänien. Es ist Teil der Gemeinde Ilia.

## Lage

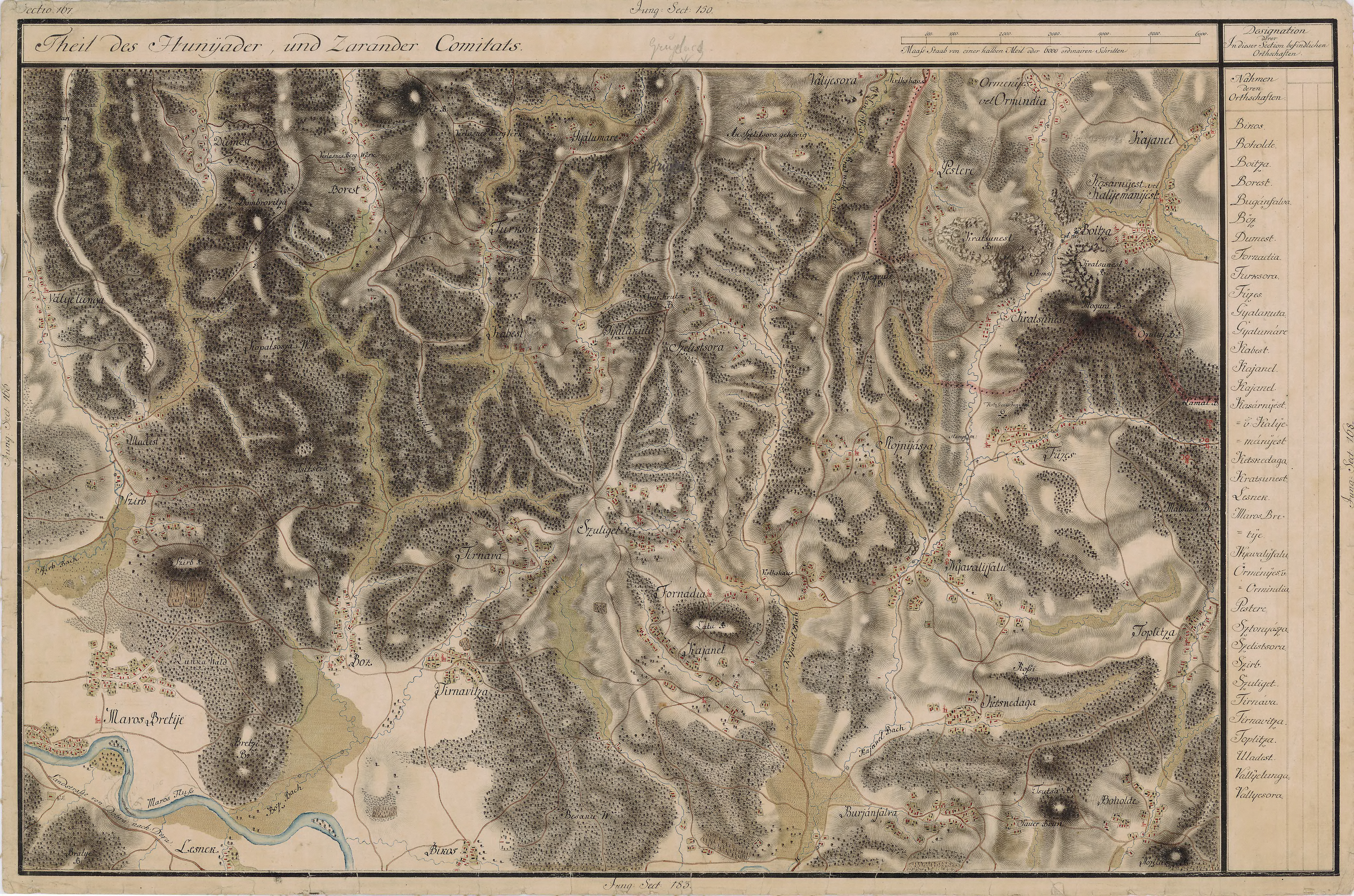
Sârbi, in der Josephinischen Landaufnahme von 1769 bis 1773.

Das Dorf liegt auf einer Höhe von etwa 195 Metern über dem Meeresspiegel an der Südseite des Apuseni-Gebirges.

## Geschichte
Sârbi wurde erstmals 1484 erwähnt. Der Name des Dorfes Sârbi ist bedeutungsgleich mit der rumänischen Bezeichnung für die Serben.

## Bevölkerung
Die Bevölkerung der Gemeinde entwickelte sich wie folgt:
| 1850 | 423   | 407 | -  | -  | 16 |
| 1910 | 1.003 | 938 | 22 | 10 | 33 |
| 1966 | 714   | 712 | 2  | -  | -  |
| 2002 | 496   | 488 | ?  | ?  | ?  |

Seit der offiziellen Erhebung von 1850 wurde in Sârbi die höchste Einwohnerzahl 1910 ermittelt. Die höchste Bevölkerungszahl der Rumänen (947) wurde 1941, die der Deutschen, der Ungarn und der Roma (32) 1910 registriert. Des Weiteren bezeichnete sich 1900 und 1930 je ein Einwohner als Serbe.

## Sehenswürdigkeiten
- Die Holzkirche Sfinții Arhangheli Mihail și Gavril, 1702 errichtet,[5] steht nicht unter Denkmalschutz.

## Bilder

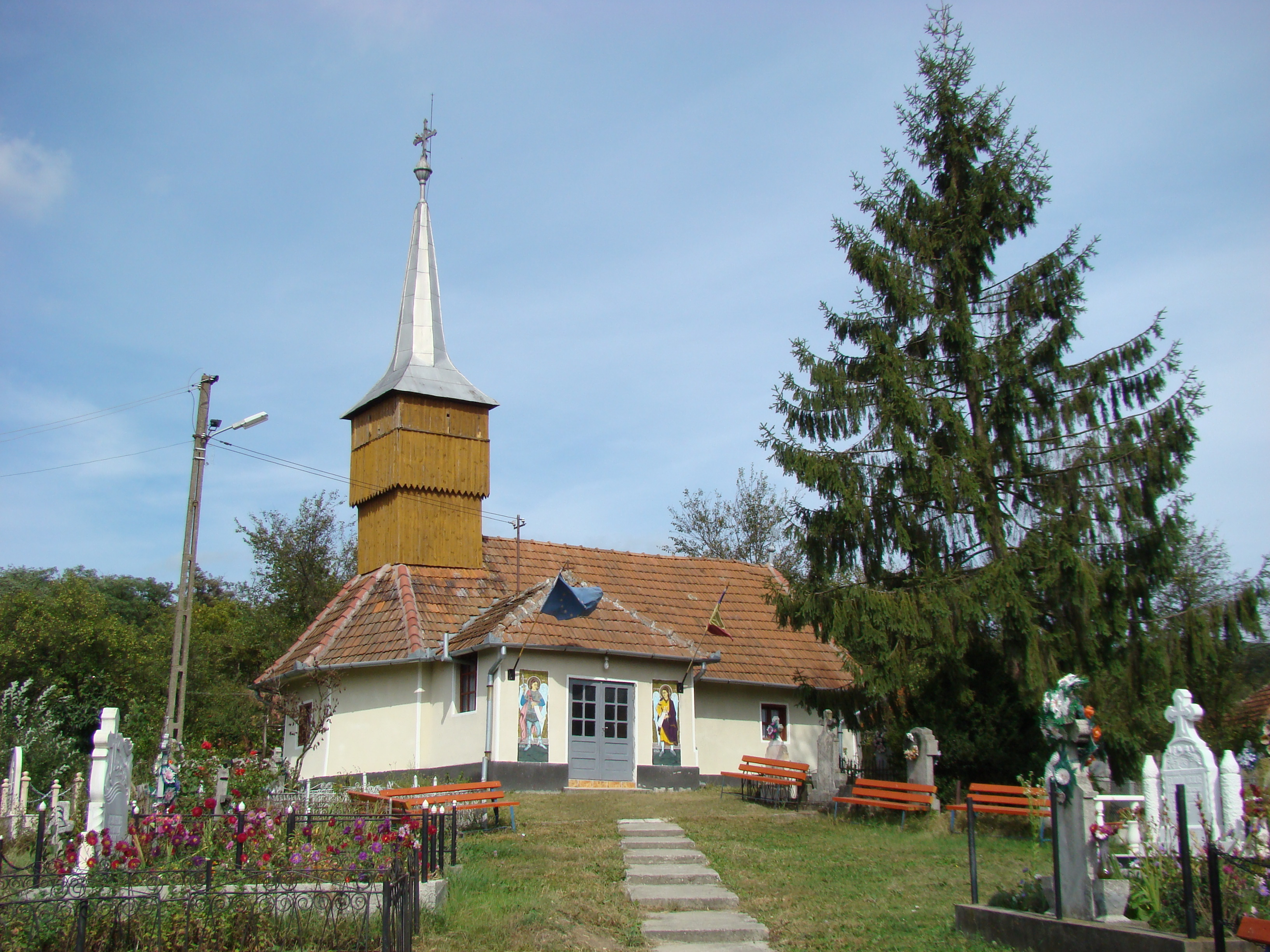
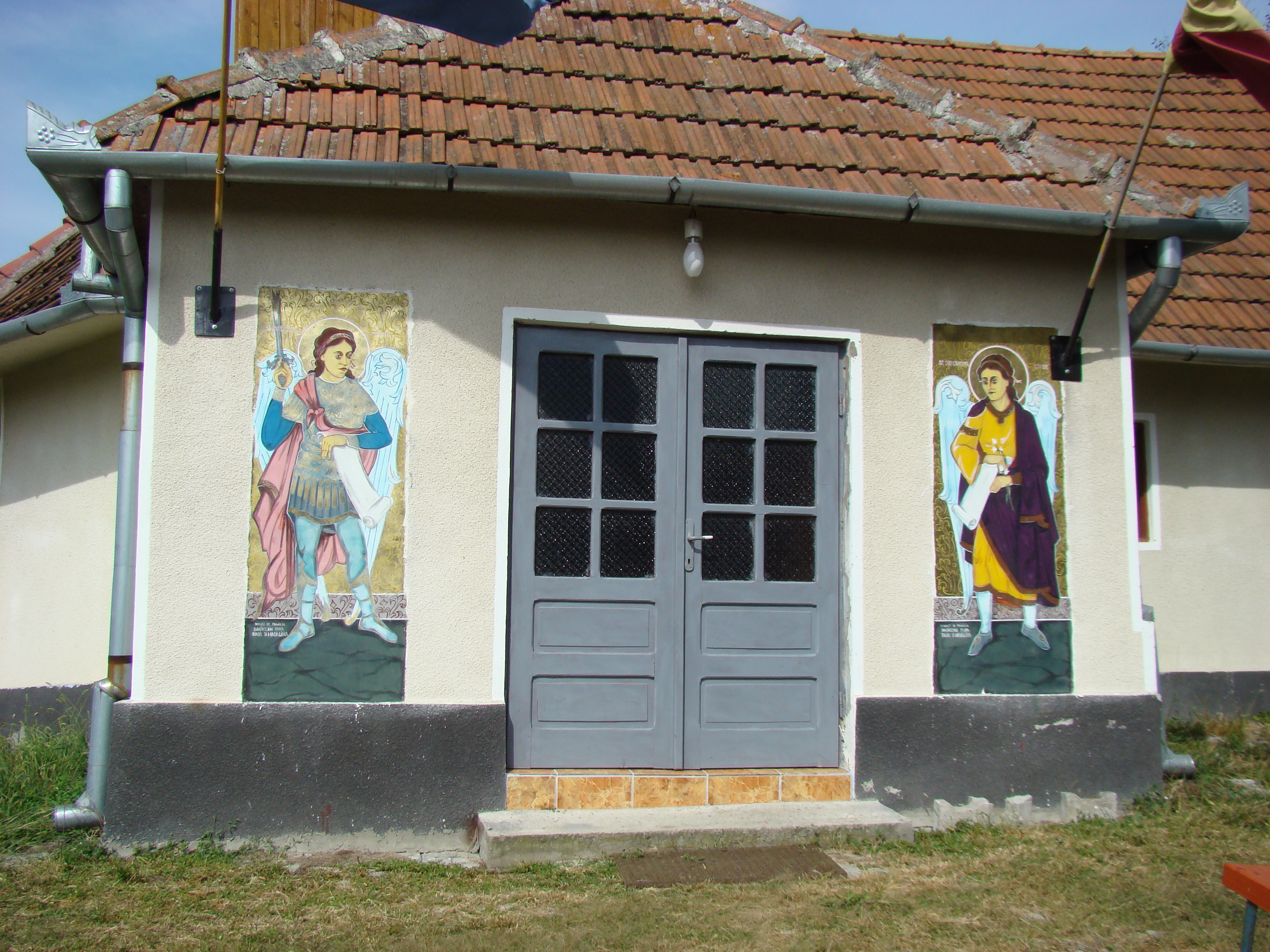
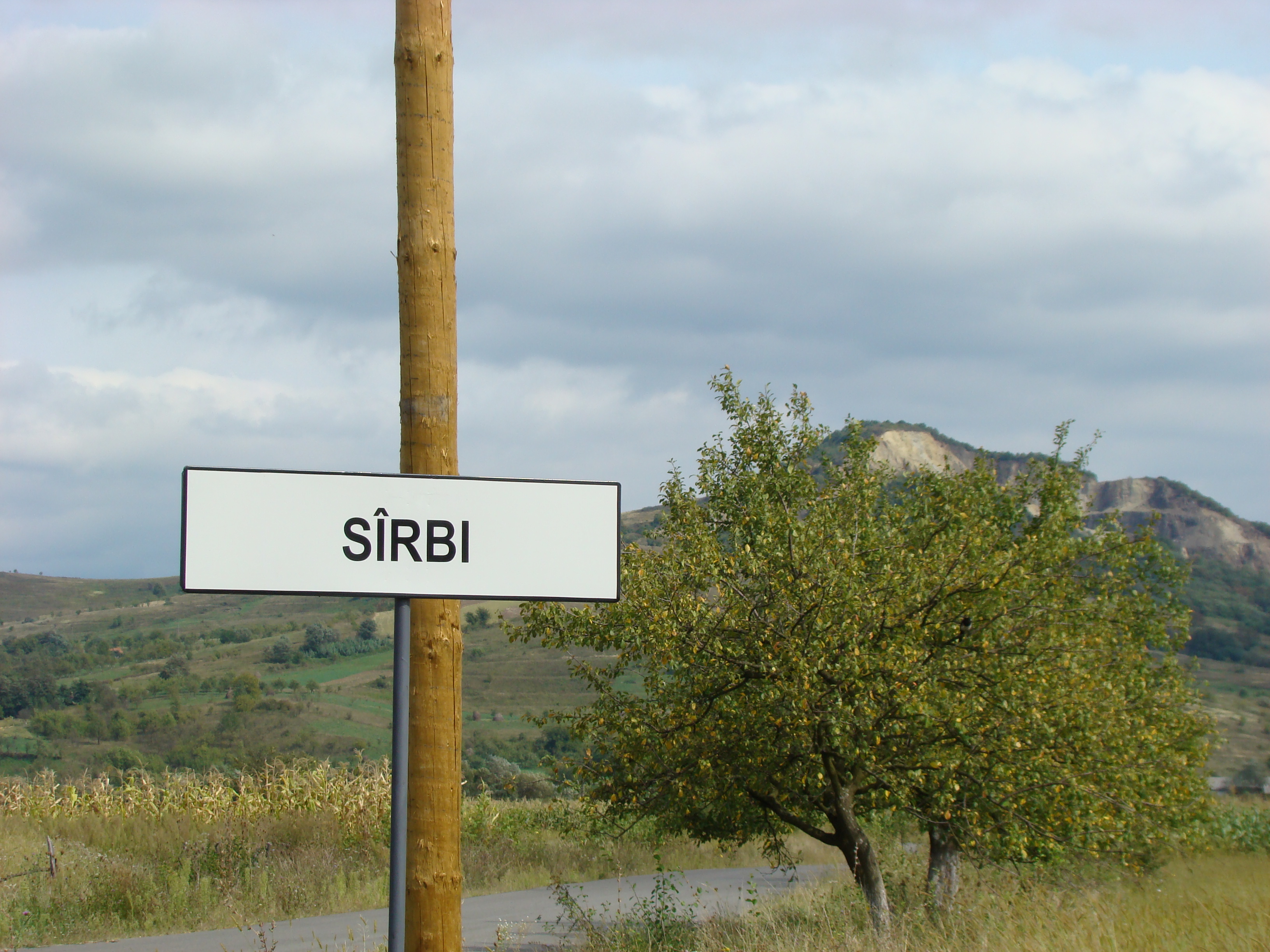

## Quelle
- Geographie Sârbi